# Bronzespiegel von Volterra

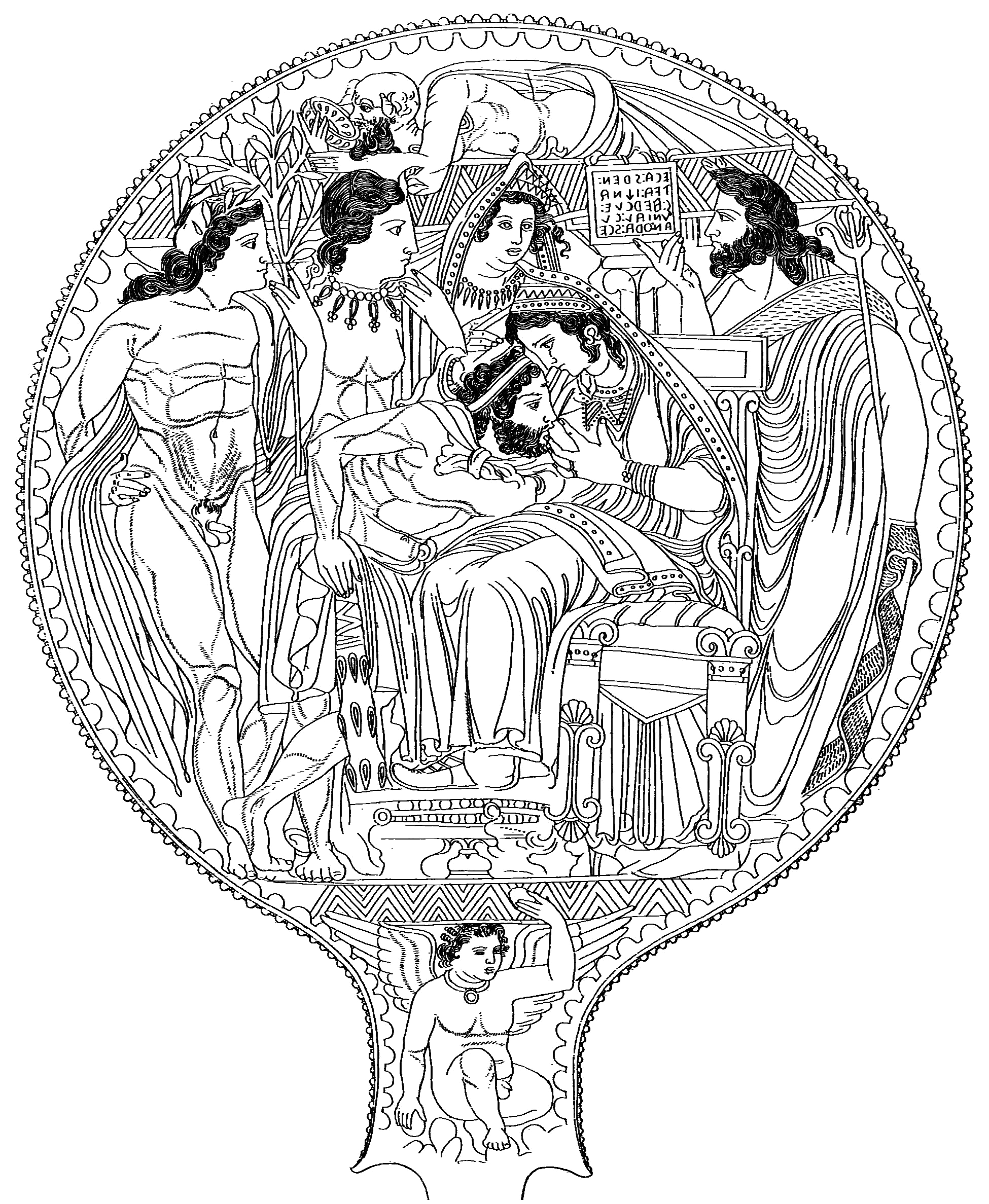
Der Bronzespiegel von Volterra (325–300 v. Chr.)

Der Bronzespiegel von Volterra ist ein etruskisches Artefakt aus dem späten 4. Jahrhundert v. Chr. und befindet sich heute im Archäologischen Nationalmuseum von Florenz. Der Spiegel wurde in Volterra (etruskisch Velathri) gefunden und zeigt Uni (Hera), die höchste Göttin der Etrusker, wie sie Hercle (Herakles) säugt. Der Bronzespiegel ist ein Beispiel dafür, wie die Etrusker griechische Mythen in der bildenden Kunst abgewandelt und neu interpretiert haben.

## Beschreibung

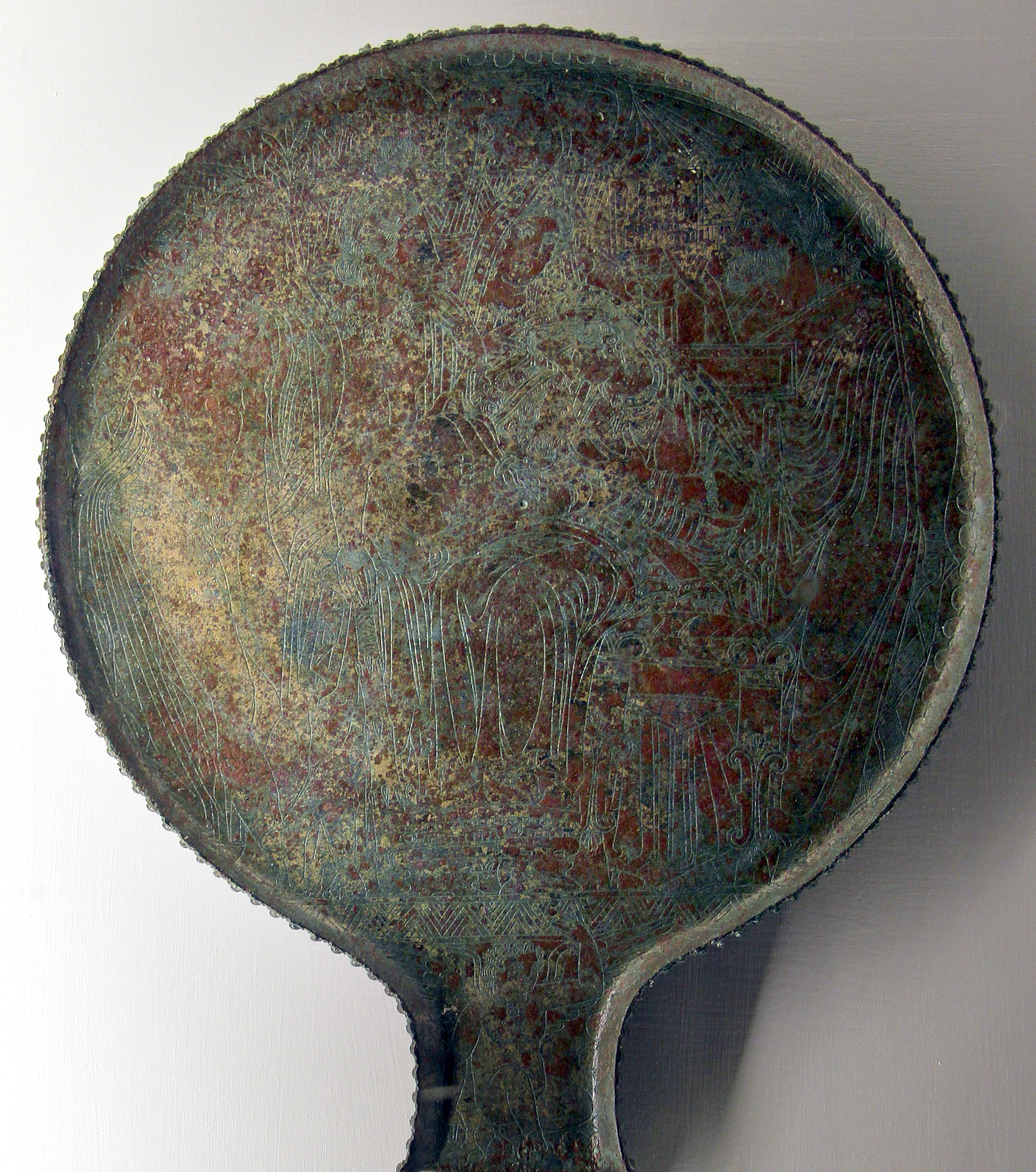
Fotografie des Bronzespiegels

Der Spiegel besteht aus Bronze, einer Legierung aus Kupfer und Zinn, die in der Antike weit verbreitet war. Der Durchmesser der nahezu kreisrunden Scheibe beträgt 29,5 cm. Die Vorderseite war poliert, die dargestellte Gravur befindet sich auf der Rückseite. Der Spiegel besitzt einen Fuß, an dem wahrscheinlich ein Griff befestigt war. Bronzespiegel dieser Art wurden zwischen dem 6. und 3. Jahrhundert v. Chr. angefertigt, mit einer Hauptproduktionszeit im 4. Jahrhundert v. Chr.
Auf dem Spiegel sieht man, wie eine Frau einem erwachsenen, bärtigen Mann die Brust gibt. Aufgrund der Inschrift lassen sich diese beiden Personen identifizieren als Uni, die höchste Göttin der Etrusker, und Hercle, den die Etrusker aus der griechischen Mythologie übernommen hatten. Uni sitzt auf einem reichverzierten Thron. Ihre Füße ruhen auf einem kleinen Schemel. Sie ist bekleidet mit einem knöchellangen Kleid und trägt auf dem Kopf ein Diadem. Rücken und Kopf sind mit einem Schleier oder Umhang bedeckt. Hercle hat das linke Bein abgewinkelt vor das rechte gestreckte Bein gesetzt und stützt sich mit der rechten Hand auf eine Keule. Er trägt einen Lendenschurz, eine Stirnbinde und einen um den Hals gebundenen Umhang.
Mehrere Personen sind als Zeugen der Szene anwesend. Ganz links steht ein nackter Mann, dem von hinten ein Umhang um die linke Schulter und den rechten Unterarm fällt. In der linken Hand trägt er einen langen Lorbeerzweig und auf dem Kopf einen Lorbeerkranz. Es könnte sich daher um Apulu (Apollon) handeln, eine der griechischen Götterwelt entlehnte Gottheit.
Neben Apulu steht eine weitere anscheinend unbekleidete Person, die bisher nicht identifiziert werden konnte. Es dürfte sich ebenfalls um eine Gottheit handeln, da die heroische Nacktheit Göttlichkeit versinnbildlicht. In der Mitte nach hinten versetzt sieht man eine weibliche Person mit Diadem und Schleier. Es könnte die Göttin Hebe dargestellt sein, eine Tochter von Hera, die dem Herakles nach seiner Erhebung in den Olymp zur Frau gegeben wurde. Sie scheint mit ihrer rechten Hand schützend einen Umhang über Uni zu legen.
Auf der rechten Seite sieht man einen bärtigen Mann, dessen Körper mit einem langen Umhang mit Borte bedeckt ist. In der linken Hand hält er eine Lanze oder einen Dreizack. Daher könnte es sich um Nethuns (Neptun) handeln, einen etruskischen Wassergott, der dem griechischen Poseidon entspricht. Die herrschende Meinung nimmt dagegen an, dass Tinia, der oberste Gott der Etrusker und Ehemann von Uni, dargestellt ist. Mit der rechten Hand lenkt er den Blick aller Anwesenden außer Uni und Hercle auf eine Inschrift, die in Stein gemeißelt auf einer Säule ruht.
Die gesamte Bildszene wird oben und unten durch Streifen mit verschiedenen Zickzack-Mustern begrenzt. Die dadurch entstehenden Felder sind ebenfalls mit Bildmotiven gefüllt. Im oberen Kreissegment blickt ein Satyr mit nacktem Oberkörper in eine Schale. Im unteren Feld erscheint ein nacktes männliches Flügelwesen, das mit der linken Hand ein Ei emporhebt. In der rechten Hand hält es ein weiteres Ei.

## Inschrift

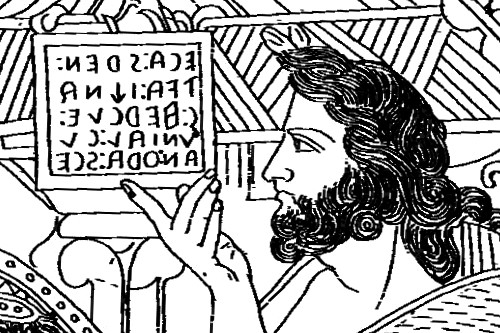
Tinia deutet auf die Inschrift

Die Schriftzeichen sind entsprechend den etruskischen Schreibgewohnheiten von rechts nach links geschrieben, wobei die einzelnen Wörter durch Doppelpunkte voneinander getrennt sind, sich aber über den Zeilenumbruch erstrecken können. Die Inschrift lautet:
ECA SREN TVA ICHNAC HERCLE UNIAL CLAN THRA SCE
ECA SREN steht für „dieses Bild“, TVA könnte ein Verb in der dritten Person Singular sein und „zeigt“ bedeuten. ICHNAC entspricht „wie“. HERCLE steht im Nominativ und UNIAL ist der Genitiv von UNI. CLAN bedeutet Sohn. THRA könnte eine Form von „saugen“ sein und SCE für „Milch“ stehen. Gelegentlich wird THRASCE als ein Wort gelesen in der Bedeutung „er hat gesaugt“. Insgesamt ergibt sich die Lesung:
Dieses Bild zeigt, wie Hercle, Unis Sohn, (Milch) gesaugt hat.
Der griechische Herakles hat tatsächlich an der Brust von Hera gesaugt, allerdings im Säuglingsalter und nicht als erwachsener Mann.
Inschriften auf etruskischen Kunstwerken dienten nicht nur der Beschreibung, sondern gaben der Darstellung auch einen sakralen Charakter. Das Schreiben selbst war ein ritueller Akt mit magischer Wirkung.

## Deutung

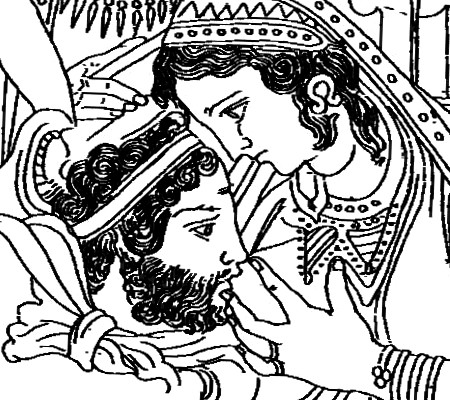
Uni gibt Hercle die Brust

In der griechischen Mythologie hatte Zeus mit Alkmene Herakles gezeugt, weshalb Hera aus Eifersucht zur lebenslangen Verfolgerin desselben wurde. Aus Angst vor Heras Hass setzte Alkmene den Säugling aus. Athene fand ihn und brachte ihn zu Hera, die Herakles nicht erkannte und ihn aus Mitleid säugte. Mit der göttlichen Milch erhielt Herakles übernatürliche Kräfte, aber keine Unsterblichkeit.
In seiner Kindheit musste Herakles einen Mordanschlag von Hera überstehen. Später überzog sie ihn mit Wahnsinn, so dass er Frau und Kinder erschlug. Als Herakles qualvoll im Sterben lag, wurde er unter die olympischen Götter erhoben und erlangte Unsterblichkeit. Die erlittenen Qualen begütigten Hera, so dass sie Herakles adoptierte und mit ihrer Tochter Hebe, der Göttin der Jugend, vermählte.
In der etruskischen Mythologie wird der Hass von Hera auf Herakles auf nur wenigen Denkmälern thematisiert. Es überwiegt eindeutig die Darstellung einer freundschaftlichen und sogar liebevollen Beziehung zwischen Uni und Hercle, die der theophoren Bedeutung des Namens Herakles besser entspricht: Ruhm von Hera. In den auf Vasen oder Spiegeln dargestellten Szenen wird Hera oftmals von Herakles beschützt oder gerettet.

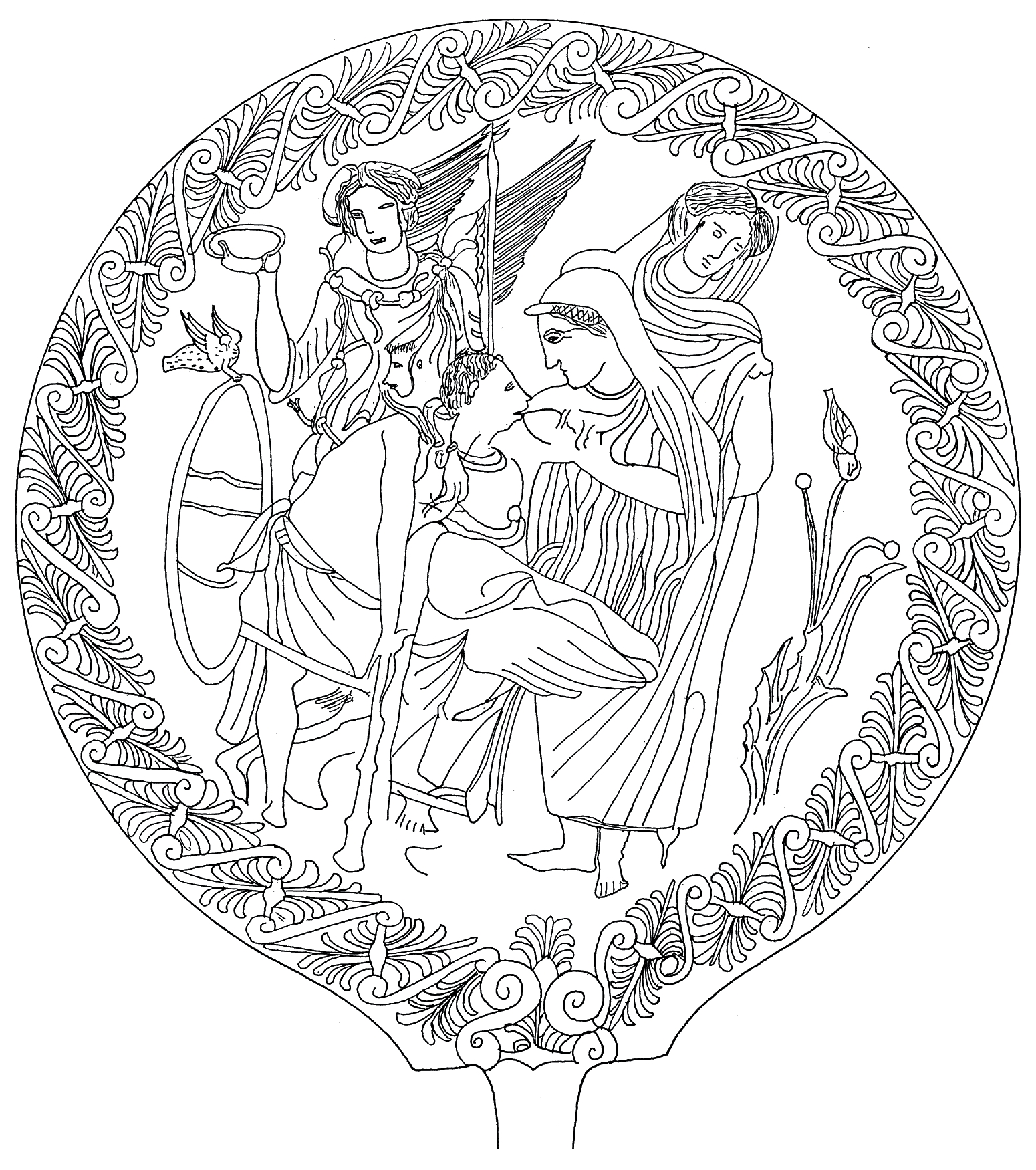
Bronzespiegel aus Tarquinia mit Uni und Hercle (4. Jahrhundert v. Chr.)

Das Motiv des Säugens eines erwachsenen Herakles ist nur auf italischen und etruskischen Artefakten zu finden und erscheint auf vier etruskischen Bronzespiegeln und einer süditalienischen Vase. Das Säugen ist offenbar als rituelle Handlung zu verstehen, durch die Herakles einerseits von Hera adoptiert und andererseits für den Eintritt in den Olymp vorbereitet wird, da ihm nach etruskischer Auffassung erst die Milch Unsterblichkeit verleiht. Die Apotheose des Herakles ist zwar ein griechischer Mythos, ihn aber mit dem Säugen in Verbindung zu setzen, ist eine italische bzw. etruskische Besonderheit.
Da Hercle durch das vorgenommene Ritual nun zum Gott werden wird und somit der Familie von Tinia und Uni würdig ist, wird die weibliche Person im Hintergrund seine zukünftige Braut Hebe sein, die Tochter von Uni und Tinia. Die Darstellung zeigt also nicht nur die Adoption und Apotheose des Hercle, sondern auch die Zeremonie der Eheschließung, von der Uni die Patronin ist. Durch das Säugen verwandelt also die Göttin den Helden und verleiht ihm Glück und Unsterblichkeit.
Der Satyr betreibt offenbar Leconomantie, eine Form der Divination, bei der man anhand von Wasser in einer Schale die Zukunft vorhersagte. Vielleicht sieht der Satyr in der Schale die bevorstehende Apotheose des Hercle.